# Estación de Aeropuerto Charles-de-Gaulle 1
La Aeropuerto Charles-de-Gaulle 1 es una estación ferroviaria francesa situada en la comuna de Tremblay-en-France, cerca de la terminal 3 del aeropuerto de París-Charles de Gaulle, al noreste de París.
Por la estación transitan los trenes de cercanías de la línea B de la Red Exprés Regional más conocida como RER y el CDGVAL, un metro automático que la conecta con las terminales del aeropuerto. 

## Historia
Fue inaugurada el 30 de mayo de 1976 con la llegada de la línea B del RER tras la ampliación de la línea de Roissy. Por su parte, el metro automático data del 3 de abril de 2007.

## Descripción
Se sitúa bajo la instalaciones del aeropuerto. La estación RER dispone de cuatro vías al que dan acceso dos andenes centrales. Por su parte el CDGVAL posee dos vías y dos andenes laterales.